# Alocasia simonsiana
Alocasia simonsiana är en kallaväxtart som beskrevs av Alistair Hay. Alocasia simonsiana ingår i släktet Alocasia och familjen kallaväxter. Inga underarter finns listade.